# Edinho (voleibolista)
 Edmundo Gonçalves Arnizaut de Mattos  ( Rio de Janeiro, 9 de maio de 1958) é um  ex-jogador de voleibol de praia do brasileiro, que foi um dos atletas pioneiros no Circuito Mundial de Vôlei de praia, sendo semifinalista na primeira edição no ano de 1987.

## Carreira
A trajetória esportiva de Edinho iniciou no voleibol indoor e defendeu as cores do Botafogo/RJ, depois seguiu a carreira de Engenheiro Civil na empresa Petrobras, mas ele já competia nas areias desde os 15 anos de idade.
Participou da primeira edição do Circuito Mundial de Vôlei de Praia no ano de 1987, com apenas uma etapa, ao lado de Bernard Rajzman, época que jogava como defensor, e tal evento foi realizado no Rio de Janeiro, ocasião que conquistaram o quarto lugar, considerado na época o melhor jogador brasileiro.
Na segunda edição do Circuito Mundial de Vôlei de Praia em 1988 competiu ao lado de  Marcus Vinícius, novamente única etapa celebrada no Rio de Janeiro, desta vez finalizou na sexta colocação.
Em 1989 formou dupla com Eduardo “Tinoco” e disputou o 1º Campeonato Brasileiro, denominado de “Brasil Open” sagrando-se vice-campeões na oportunidade.No mesmo ano disputaram a terceira edição do Circuito Mundial de Vôlei de Praia, edição com três etapas, e no Aberto do Rio de Janeiro alcançou o vice-campeonato, já o Aberto de Jesi, Itália, finalizaram na oitava colocação, e no Aberto de Enoshima, Japão,  alcançaram o segundo lugar novamente.
Na edição de 1990 não competiu, voltou a competir na temporada seguinte novamente ao lado de Eduardo “Tinoco”, disputaram a o Aberto do Rio de Janeiro, quando finalizaram na sétima colocação.

## Títulos e resultados
- Aberto de Enoshima do Circuito Mundial de Vôlei de Praia:1989[12]
- Aberto do Rio de Janeiro do Circuito Mundial de Vôlei de Praia:1989[9]
- Aberto do Rio de Janeiro do Circuito Mundial de Vôlei de Praia:1987[3]
- Campeonato Brasileiro de Vôlei de Praia:1989[2]

## Premiações Individuais
[carece de fontes?]